# G.I. (Annoyed Grunt)
G.I. (Annoyed Grunt) ou G.I. D'oh! é o quinto episódio da décima oitava temporada do seriado americano de animação The Simpsons. Foi exibido pela primeira vez em 12 de novembro de 2006. O episódio foi escrito por Daniel Chun e dirigido por Nancy Kruse, enquanto Kiefer Sutherland realizou sua primeira de duas aparições nesta temporada. Maurice LaMarche realizou as vozes adicionais. Durante a sua exibição original, o episódio recebeu 11,43 milhões de telespectadores.

## Enredo
O exército estava ficando com poucos recrutas, e se dirigiu até a Escola Elementar de Springfield para mentir para as crianças sobre como é o exército e fazê-las se alistarem no futuro. Homer, sabendo disto, foi anular o alistamento de Bart mais acaba se alistando para o exército. O coronel faz deles uma equipe que seria morta pelo resto do exército. Homer e a sua equipe se esconderam em Springfield, começando uma grande luta e caos na cidade para encontrá-los. Logo Marge Simpson, Ned Flanders e outros moradores de Springfield começaram a combater o exército.

## Recepção
Durante a sua exibição original, o episódio recebeu 11,43 milhões de telespectadores e ganhou, em sua maioria, críticas contraditórias e negativas.